# Ciclo da caça ao índio
Ciclo da Caça ao Índio é uma pintura de Henrique Bernardelli. A data de criação é 1922. A obra é do gênero pintura histórica. Está localizada em Museu do Ipiranga. A obra foi uma encomenda de Afonso d'Escragnolle Taunay. Retrata um bandeirante em cima de uma formação de rochas em uma clareira de floresta tropical, com índios ao fundo.

## Descrição
A obra foi produzida com tinta a óleo sobre tela. Suas medidas são: 222 centímetros de altura e 152 centímetros de largura. Faz parte de Museu do Ipiranga, com número de inventário 1-19541-0000-0000.[carece de fontes?]
O quadro retrata uma cena em uma floresta com uma formação rochosa e um riacho ao lado esquerdo com um bandeirante trajando camiseta branca sobre um colete marrom, preso por um cinto escuro, e calças avermelhadas. Também utiliza um chapéu cinza ao estilo Panamá sobre um lenço vermelho e uma bolsa cuja alça segue do ombro esquerdo para o lado direito de sua cintura. O bandeirante apoia a mão esquerda com o braço flexionado sobre uma arma de cano curto na cintura, enquanto o braço direito está estendido, repousando a mão sobre uma espingarda apoiada na formação rochosa na qual está de pé. Ao fundo, há seis índios seminus, sendo que dois deles carregam madeira e um pano branco, ao lado direito da pintura. No terceiro plano do quadro, há outro bandeirante com vestimentas semelhantes ao primeiro, apontando para o interior da mata em que se encontram.

## Contexto
Ciclo de Caça ao Índio foi uma encomenda de Afonso d'Escragnolle Taunay, diretor do Museu Paulista na época, visando a elaboração de um acervo especial para a comemoração do Centenário da Independência do Brasil.
A pintura integra o projeto de Taunay para representação das quatro fases capitais da história nacional ao lado dos painéis Criadores de Gado, de João Batista da Costa, O ciclo do ouro, de Rodolpho Amoedo e Tomada de posse da Amazônia por Pedro Teixeira, de Fernandes Machado. Taunay ressaltou em seu projeto a importância da figura dos bandeirantes paulistas na construção da História do Brasil que, ao adentrarem o interior do país e aumentarem a extensão territorial nacional, colaborando para que São Paulo se tornasse um centro econômico relevante.
Taunay se correspondia com os pintores de seu projeto dando-lhes orientações para que a elaboração das obras não ficasse sujeita à interpretação dos artistas, uma vez que considerava que os quadros eram documentos históricos. No caso de Ciclo da Caça ao Índio, Taunay escreveu carta para Bernardelli, pedindo que o artista não retratasse o bandeirante fumando cachimbo de forma relaxada e pouco heroica. Também foi contra a inserção de um cão na cena, de forma que Bernardelli precisou recomeçar a obra. A segunda versão deu origem ao quadro O Chefe dos Bandeirantes, em 1923, disponível no acervo do Museu Mariano Procópio (MMP).

## Análise
A obra de Henrique Bernardelli demonstra o intuito de Afonso Taunay e de outros intelectuais brasileiros da época de exaltar a figura do bandeirante, a fim de construir uma identidade nacional baseada no passado glorioso dos paulistas.